# اکس‌ان‌ویو
اکس‌ان‌ویو (به انگلیسی: XnView) نرم‌افزاری چند سکویی برای نمایش، تبدیل، سازمان‌دهی و ویرایش تصاویر و فایل‌های ویدئویی است. استفاده از این نرم‌افزار برای مقاصد شخصی، آموزشی و سازمان‌های غیرانتفاعی رایگان است. برای استفاده و توزیع تجاری این نرم‌افزار، کاربر باید برنامه را ثبت کند. این برنامه امکاناتی را فراهم می‌کند که معمولاً تنها در برنامه‌های تجاری نمایش تصاویر یافت می‌شوند. اکس‌ان‌ویو برنامه‌ای بسیار تنظیم‌پذیر و چند زبانه است، به طوری که نسخه تحت ویندوز آن از حدود ۴۴ زبان پشتیبانی می‌کند. این برنامه تعداد بسیار زیادی از قالب‌های صوتی و تصویری را پشتیبانی می‌کند. این برنامه قادر به نمایش حدود ۴۰۰ قالب تصویر، صدا و ویدئو است و همجنین می‌تواند ۵۰ قالب تصویری مختلف را بنویسد. به همراه این برنامه، یک ابزار خط فرمانی به نام NConvert برای تبدیل کردن قالب‌های تصویری به یکدیگر ارائه می‌شود.

## محدودیت‌ها
این برنامه از یونیکد پشتیبانی نمی‌کند. اما توسعه‌دهندگان آن وعده اضافه کردن پشتیبانی از یونیکد را در نسخه ۲٫۰ داده‌اند.

## جوایز
این برنامه تا کنون جوایز مختلفی را کسب کرده است. از جمله این جوایز می‌توان به کسب نشان پنج گاو از Tucows اشاره کرد. همچنین Cnet.com هم گزارش کرده که برنامه XnView، چهار ستاره از پنج ستاره را هم از بین ویرایشگرها و هم از بین کاربران کسب کرده است.